# Doreen Baingana
Doreen Baingana, née en 1966, est une femme de lettres ougandaise et éditrice, qui est revenue en Ouganda après avoir vécu et enseigné une dizaine d'années aux États-Unis. Son livre Tropical Fish a été déterminant dans sa notoriété. Elle participe à la direction de la maison d'édition Storymoja, et a fait partie du jury en 2013 pour le prix de la nouvelle du Commonwealth.

## Origines et formation
Elle a suivi une formation en droit à l'université Makerere, en Ouganda, et une maîtrise (Master of Fine Arts) à l'université du Maryland, aux États-Unis. À l'université Makerere, Baingana a été un membre actif de FEMRITE (Association des femmes de lettres ougandaises, faisant aussi fonction d'éditeur pour les membres de l'association),. Elle a vécu aux États-Unis une dizaine d'années avant de retourner en Ouganda.

## L'écriture
Après plusieurs publications de nouvelles dans divers médias (quotidiens, revues et radios), c'est l’œuvre Tropical Fish qui la fait connaître : ce récit est consacré à trois sœurs, vivant en Ouganda peu après la fin de la dictature d'Idi Amin Dada, et se frottant à des questions de classe, de religion, de recherche d'identité et aux ravages du sida. L'une des trois sœurs émigre aux États-Unis puis revient. Tropical Fish, a été publié aux États-Unis, en Afrique du Sud, au Nigeria, au Kenya, en Ouganda, puis est sorti dans une traduction suédoise. Il a remporté le prix des écrivains du Commonwealth en 2006, meilleur premier livre pour l'Afrique et l'AWP Prize pour la meilleure nouvelle de fiction, aux États-Unis,.. Doreen Baingana a remporté également le Washington Independent Writers Fiction Prize et a été deux fois finaliste pour le Prix Caine.
Elle a enseigné par ailleurs l'écriture créative dans diverses institutions, dont l'université du Maryland, les Writers Center dans le Maryland, au Kenya, et avec Femrite en Ouganda.
Ses fictions sont publiés dans des revues telles que  Glimmer Train, Chelsea, African American Review, Calaloo et The Sun; ses poèmes dans l'anthologie Beyond the Frontier; ses essais et articles dans The Guardian, au Royaume-Uni, et dans la New Vision et The Monitor, en Ouganda. Elle a été membre du jury du Festival littéraire de l'été au Kenya en 2005 et 2006.

## Principales publications

### Recueil de nouvelles
- Tropical Fish : Stories out of Entebbe, University of Massachusetts Press, 2005, 148 p. (ISBN 978-1-55849-477-0)

### Livres pour enfants
- Gamba the Gecko Wants to Drum, Storymoja Africa, 2010, 31 p. (ISBN 978-9966-001-11-5)
- My Fingers are Stuck, Storymoja Africa, 2010, 32 p. (ISBN 978-9966-001-09-2)

### Nouvelles
- «Christianity Killed the Cat», dans Gods and Soldiers : The Penguin Anthology of Contemporary African Writing, Penguin Books, 2009, 344 p. (ISBN 978-0-14-311473-4)
- «Hunger», dans Seventh Street Alchemy : A Selection of Works from the Caine Prize for African Writing, Jacana Media (Pty) Ltd, 2005, 228 p. (ISBN 978-1-77009-145-0, lire en ligne)